# Степок (Житомирський район)
Степо́к — село в Україні, в Житомирському районі Житомирської області. Входить до складу Волицької сільської громади. Населення становить 678 осіб.

## Географія
Центром села протікає річка Бродовка, що впадає у річку Ів'янку.

## Історія
Перші писемні згадки про село відносяться до 1741 року, хоч виникло воно раніше. Про що свідчить знайдене неподалік городище-майдан, докладно описане Антоновичем — з трьома окремими входами, відоме серед місцевих жителів під назвою Розкопана Могила.

### Заснування й походження назви
Перші поселенці знайшли між лісами велику долину, на якій не було багато дерев і чагарників, ця земля була зручна для обробітку. Нагадувала степ. Але через те, що ця долина була невеликих розмірів, то поселенці назвали її «степок». Пізніше ця назва поширилась і на поселення, яке тут з'явилося.

### У складі Речі Посполитої
Під час перепису єврейського населення 1775 році, в Степку проживало 4 чоловік, а на 1787 при корчмі проживало 8 чоловік.

### У складі Російської імперії
З 1793 у складі Київської губернії, Сквирського повіту, Ходорківської волості.
Церква тут Різдва Богородиці, дерев'яна. Мала 38 десятин землі. Побудована була на місці старішої у 1847 році на кошти поміщика Діонісія Ячевського, якому належало село Степок в ті часи.
В середині XIX століття село поділялося на кутки, які називалися: Рокитенці, Голишівка, Норіни, Городище, Турчин-шпиль.
У 1863 році в маєтку поміщика Владислава Карловича Грушецького проживало 916 чоловік, з них — 850 православних, 55 католиків і 11 євреїв.

### У складі УРСР
Радянська влада встановлена в січні 1918 року.
Селищна рада виникла у 1923 році. З 1965 року село у складі Андрушівського району.
Село розташоване за 18 км на північний схід від районного центру м. Андрушівки на та за 2,5 км від залізничної станції. Чисельність населення через 100 років майже не змінилася, а в 1973 році становила 1128 чоловік, вони проживали в 356 дворах.
Було центром Степківської сільської ради.

#### Голодомор
В 1932–1933 роках село пережило голод. За даними Книги реєстрації актів цивільного стану Державного архіву Житомирської області, у селі померла 61 людина, імена яких відомі.

## Інфраструктура
На території села функціонує загальноосвітня школа І-ІІІ ступенів.